# 各務原リバーサイド21

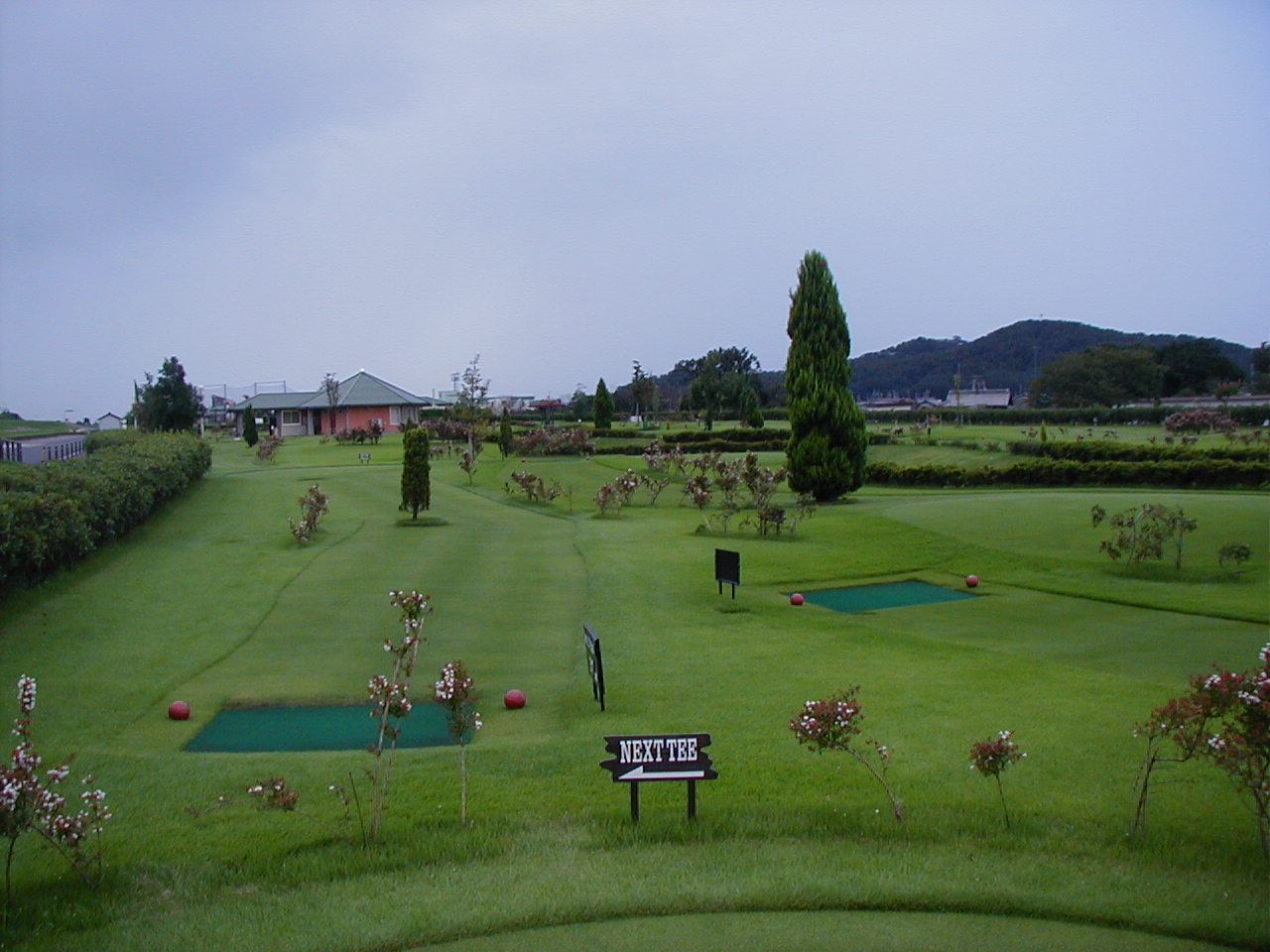
各務原リバーサイド21

各務原リバーサイド21（かかみがはらリバーサイドにじゅういち）は、岐阜県各務原市が管理・運営する天然芝2コースと36ホールからなるパターゴルフ場。2004年（平成16年）4月4日にオープンした。近年の利用者数は年間3万人ほどで2007年（平成19年）10月に利用者数が20万人となった。指定管理者制度により財団法人各務原市施設振興公社が運営を行なっている。
ネーミングライツが導入されており、天龍ホールディングスが取得。2018年（平成30年）6月1日から「天龍グループリバーサイド21」となっている。

## 施設内容

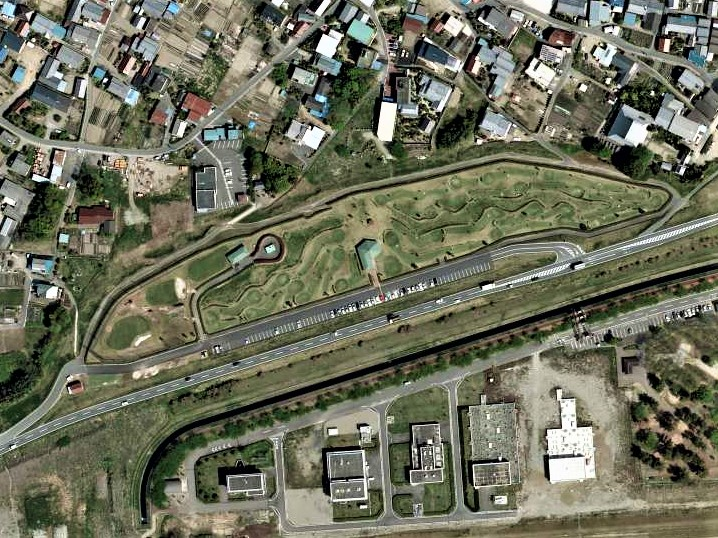
各務原リバーサイド21の空中写真。
2008年4月21日撮影。。

### 概要
東西に長細い敷地の中央にクラブハウス、芝広場を配置し、その東側に木曽コース、西側には各務野コースが配置されている。
- パターゴルフ場（天然芝）2コース・36ホール
  - 各務野コース　1～18ホール（488メートル・パー72）
  - 木曽コース　 1～18ホール（592メートル・パー72）
  - 36ホールのうち18ホールが使用される。週替わりで18ホール使用。空いているコースは芝の養生のためクローズとなる。
- パター練習場（天然芝） 2面
- クラブハウス（管理棟）
- 東屋（休憩所）

### 住所
- 岐阜県各務原市前渡西町1079番地

### 使用時間
- 4 -9月： 8時30分 - 18時30分
- 10 -3月： 9時 - 17時

### 料金
- パターゴルフ（1ラウンド18ホール）
  - 一般用コース利用券：800円
  - 中学生以下コース利用券：400円
  - シルバーコース利用券：600円
    - 各コース回数券、団体料金などの料金設定有り
- 靴  
  - 貸靴：100円
- パター及びボール
  - 無料貸し出し

### 休業日
- 毎週火曜日（その日が祝日などの場合はその翌日の水曜日が休業、さらにその日が休日に当たる時は木曜日）
- 年末年始（12月30日 - 翌年1月1日）

### 駐車場
- 普通車65台、マイクロバス2台

## アクセス

### 公共交通機関
- 各務原市ふれあいバス稲羽線「前渡西町」バス停下車、徒歩で約10分。

### 自動車
- 東海北陸自動車道「岐阜各務原IC」から4km、約10分。

## 施設周辺
- 仏眼院（矢熊山）
- 岐阜かかみがはら航空宇宙博物館
- 各務原浄水公園
- 各務原市南産業会館
- 木曽川前渡南公園